# Кадріна (Пейпсіяере)
Ка́дріна (ест. Kadrina küla) — село в Естонії, у волості Пейпсіяере повіту Тартумаа.

## Населення
Чисельність населення на 31 грудня 2011 року становила 37 осіб.

## Географія
Через населений пункт проходить автошлях 14101 (Сааре — Пала — Кодавере).

## Історія
До 23 жовтня 2017 року село входило до складу волості Пала повіту Йиґевамаа.